# Navalagamella
Navalagamella er en by og kommune i det centrale Spanien i Madrid-regionen. Den har et indbyggertal på 3.111 (2024) indbyggere.